# Pietro Consagra
Pietro Consagra (6. října 1920, Mazara del Vallo – 16. července 2005, Milán) byl italský sochař. Patřil k představitelům abstraktního umění, pracoval nejčastěji s kovem.
Vystudoval Accademia di Belle Arti di Palermo u Archimede Campiniho. V roce 1947 byl jedním ze zakladatelů modernistické umělecké skupiny Forma 1, scházející se v římské restauraci Osteria Fratelli Menghi. Ve svém manifestu se hlásili k marxismu, který se snažili spojit s uměleckým formalismem. V roce 1962 se Consagra zúčastnil výstavy soch ve městě Spoleto v rámci akce Festival dei Due Mondi. Podílel se na obnově sicilského města Gibellina po zemětřesení v roce 1968 a navrhl novou městskou bránu. Angažoval se v hnutí Carta di Matera, usilujícím o zachování kulturního dědictví. Je autorem teoretické práce La necessità della scultura.